# People Can Fly
People Can Fly (укр. Люди можуть літати) — приватна компанія з розробки відеоігор. З 2008 року більша частина компанії придбана американським розробником ігор і ігрових рушіїв Epic Games, внаслідок чого компанія функціонує як його дочірнє підприємство.
Назва «People Can Fly» була вибрана на основі перебору безлічі назв музичних альбомів і пісень. У People Can Fly працює близько 50 співробітників.

## Історія компанії
People Can Fly була заснована в Варшаві, столиці Польщі, як незалежна компанія з розробки ігор. Вона була заснована Адріаном Хмеляжом (пол. Adrian Chmielarz) у лютому 2002 року. Багато співробітників новоствореної компанії вже мали досвід роботи в індустрії комп'ютерних ігор, за плечами деяких був десятилітній досвід роботи й такі ігри, як Gorky 17 і Odium.
Першою грою компанії став шутер від першої особи «Painkiller», який вийшов у квітні 2004 року й був дуже тепло прийнятий безліччю ігрових оглядачів. 22 листопада 2004 року компанія випустила до нього аддон за назвою «Painkiller: Battle Out Of Hell». Також в 2006 році вийшов спін-офф «Painkiller: Hell Wars» для ігрової консолі Xbox. Також у розробці перебували порти для PlayStation Portable і Playstation 2, однак їх розробка була скасована
20 серпня 2007 року відомий американський розробник Epic Games анонсував про купівлю більшості акцій People Can Fly. Марко Рейн (англ. Mark Rein), віце-президент Epic Games, так відгукнувся про People Can Fly: «Вони показали нам тільки ранні прототипи, над якими працювали всього кілька тижнів, але коли ми це побачили, то були просто вражені». Адріан Хмеляж так відгукнувся про угоду: «Можливість працювати з компанією, яка надає найкращі технології, і можливість брати участь у розробці приголомшливих фантастичних ігор було пропозицією, від якого неможливо було відмовитися».
Пізніше, у жовтні 2007 року, Хмеляж дав інтерв'ю польському ігровому журналу «Neo Plus», у якому описав процес купівлі People Can Fly як багатокроковий процес. Зіштовхнувшись із проблемами при розширенні свого власного (внутрішнього) пропрієтарного ігрового рушія, People Can Fly вирішила придбати (ліцензувати) сторонній рушій. Вона вибрала Unreal Engine, що привело до контакту з Epic Games. Після презентації демонстраційної версії для Epic Games, People Can Fly була найнята для розробки додаткового контенту ПК-Версії гри Gears of War. Уражене якістю зробленої роботи, керівництво Epic Games вирішило повністю перекласти всю роботу з портування Gears of War на People Can Fly. Успіх ПК-Версії гри й привів до формальної купівлі компанії
Ще до офіційної купівлі частина співробітників пішла з People Can Fly і заснувала нову компанію The Farm 51, яка згодом випустила шутер NecroVisioN.
14 серпня 2008 року Epic Games анонсувала про встановлення угоди з найбільшим видавцем Electronic Arts, згідно з яким останній буде видавати неназвану гру, розроблену People Can Fly. Ця гра повинна вийти для ПК, Xbox 360 і Playstation 3.
У середині грудня 2009 року громадськості стало відомо, що компанія People Can Fly зареєструвала нову торговельну марку за назвою «Bulletstorm». Передбачалося, що це назва нової мультиплатформної відеогри, розробка якої була анонсована влітку 2008 року.
12 квітня 2010 року дана гра була офіційно анонсована під остаточною назвою «Bulletstorm», були указані її цільові платформи, жанрова приналежність, загальний сюжет і сетинг.
У квітні 2021 року стало відомо, що People Can Fly придбала за не розголошену суму коштів американську компанію Phosphor Studios, відому розробленням таких відеоігор, як Dark Meadow та The Brookhaven Experiment, перетворивши її на People Can Fly Chicago.

## Випущені ігри
- 2004 — Painkiller (Windows)
- 2004 — Painkiller: Battle Out of Hell (Windows)
- 2006 — Painkiller: Hell Wars (Xbox)
- 2007 — Gears of War (портування на Windows)
- 2008 — Gears of War 2 (Xbox 360) (додаткова розробка)
- 2011 — Duty Calls: The Calm Before the Storm (промо-гра для Windows)
- 2011 — Bulletstorm (ПК, Xbox 360, Playstation 3)
- 2011 — Gears of War 3 (Xbox 360)
- 2013 — Gears of War: Judgment (Xbox 360)
- 2017 — Bulletstorm: Full Clip Edition (Windows, PlayStation 4, Xbox One)
- 2017 — Fortnite: Save the World (Windows, PlayStation 4, Xbox One)[15]
- 2021 — Outriders (Windows, PlayStation 4, Xbox One, PlayStation 5, Xbox Series X, Stadia)